# ノット・レディ・トゥ・メイク・ナイス
「ノット・レディ・トゥ・メイク・ナイス」(Not Ready to Make Nice)は、アメリカ合衆国の女性カントリー・グループ、ディクシー・チックスが2006年に発表した楽曲。メンバー3人とダン・ウィルソンが共作した曲で、アルバム『テイキング・ザ・ロング・ウェイ』からの先行シングル曲として発表された。

## 背景
この曲の歌詞は、ナタリー・メインズが2003年のロンドン公演中にジョージ・W・ブッシュ大統領を批判したことに端を発した騒動に基づいている。メインズは「あの騒動についての曲を何度か作ろうとしてみたけど、説教臭かったり、犠牲者意識が出ていたり、妙に冷静だったりしたら、聴いている方が委縮するわよね」とコメントしており、メインズによればタイトルはダン・ウィルソンのアイディアとのことである。また、エミリー・ロビソンは本作について「特別な曲だとわかっていた。とても自伝的だから。そして正しく理解してもらわなくちゃいけなかった」とコメントしている。
ミュージック・ビデオはソフィー・ミュラーが監督し、白黒2色のドレスを着たメンバーがフィーチャーされている。

## 反響・評価
アメリカのBillboard Hot 100では、2006年当時は23位止まりだったが、2007年に再度チャート・インして4位に達し、自身3度目の全米トップ10シングルとなった。『ビルボード』のデジタル・チャートでは2位、アダルト・コンテンポラリー・チャートでは32位、カントリー・シングル・チャートでは36位を記録している。2007年1月、デジタル・シングルがRIAAによってゴールドの認定を受け、同年7月にはプラチナ認定を受けた。
オーストラリアのARIAチャートでは、2006年7月23日付のシングル・チャートで初登場23位となり、翌週に18位を記録して、合計33週にわたりトップ50入りしており、年間シングル・チャートでは2006年に96位、2007年に98位となった。
グラミー賞では最優秀レコード賞、最優秀楽曲賞、最優秀カントリー・パフォーマンス賞（デュオまたはグループ部門）の3部門を受賞。カントリー・ミュージシャンのシングルが最優秀レコード賞を受賞したのは史上初であった。
『ローリング・ストーン』誌が選出した「2000年代のベスト・ソング100」では77位にランク・イン。

## カヴァー
- ジル・ジョンソン（英語版） - ライヴ・アルバム『Livemusiken från Jills Veranda Nashville』（2014年）に収録[17]。